# Télé-Loisirs
Télé-Loisirs (également typographié Télé Loisirs sur l'ancien logo) est un magazine hebdomadaire de télévision français créé en 1986.
Il appartient au groupe Prisma Media, qui édite également Télé 2 semaines et TV Grandes Chaînes.
Depuis fin 2020, Télé Loisirs est sous le contrôle de Vincent Bolloré.

## Historique
Le premier numéro de Télé-Loisirs est paru le 8 mars 1986. À partir du numéro 384 (sorti le 10 juillet 1993), les programmes des chaînes du câble et du satellite ont été ajoutés dans le magazine. Son prix de vente au numéro est de 1,80 euro.

## Contenu éditorial
Télé-Loisirs présente les programmes de télévision, mais aussi une partie magazine étoffée, avec des rubriques « pratiques », des jeux, des dossiers d’actualité, et du tourisme.
Plusieurs journalistes listés parmi "l'équipe éditoriale" de journaux du groupe Prisma Media sont des faux noms, qui ont la particularité de présenter des portraits provenant de banques d'images. Les journaux bénéficient aussi d'un réseau de pages Facebook qui relaient continuellement leurs articles, bien qu'elles n'aient en apparence aucun lien avec les médias du groupe. Ce réseau permet d'augmenter de manière importante l'audience des sites⁣ : Télé Loisirs a eu 187 de visites en février 2023.

## Tirage et diffusion
En 2007, Télé-Loisirs est le cinquième magazine de télévision le plus vendu en France, derrière TV Magazine, Télé Z, TV Hebdo et Télé 7 jours. En 2017, il apparaît à la septième place.
| Années                 | 2015    | 2016    | 2017    | 2018    |
| ---------------------- | ------- | ------- | ------- | ------- |
| Diffusion France payée | 791 738 | 734 557 | 679 597 | 636 085 |

## Partenariats
Télé-Loisirs a été le sponsor de plusieurs jeux télévisés comme L'Or à l'appel de 1996 à 1997, Le Bigdil de 1998 à 2003, À prendre ou à laisser en 2005. Le magazine est également le partenaire de la série télévisée Demain nous appartient depuis 2017[réf. souhaitée].

## Logos

Ancien logo.
Ancien logo.
Logo actuel.